# Sun Ultra
Sun Ultra is een reeks werkstations en servers die vanaf 1995 door Sun Microsystems werd aangeboden. Er zijn twee generaties op de markt gebracht. De eerste generatie werd geproduceerd van 1995 tot 2001 en was gebaseerd op de UltraSPARC-microprocessor. De tweede generatie werd in 2005 geïntroduceerd en maakte hoofdzakelijk gebruik van de x86-64-architectuur. In 2010 werd de productie stopgezet, waardoor het aanbod van Sun werkstations definitief beëindigd werd.

## Eerste generatie (1995-2001)
De oorspronkelijke Ultra-werkstations en de Ultra Enterprise-servers (later hernoemd in "Sun Enterprise") waren gebaseerd op de UltraSPARC-architectuur en vervingen respectievelijk de eerdere SPARCstation- en SPARCserver/SPARCcenter-modellen. Met de UltraSPARC microprocessor deed de 64-bits architectuur zijn intrede. De eerste Ultra-werkstations behielden de SBus uitbreidingsbus van hun voorgangers, maar latere modellen van de Ultra-reeks gebruikten goedkopere pc-technologie zoals PCI- en ATA-bussen.
De eerste generatie Ultra werd verkocht tijdens de dot-com bubble en werd zo een van de best verkopende productlijnen van Sun Microsystems.
In 2001 werden de Ultra werkstations opgevolgd door de Sun Blade- en de Sun Java Workstation-reeksen.

### Galerij

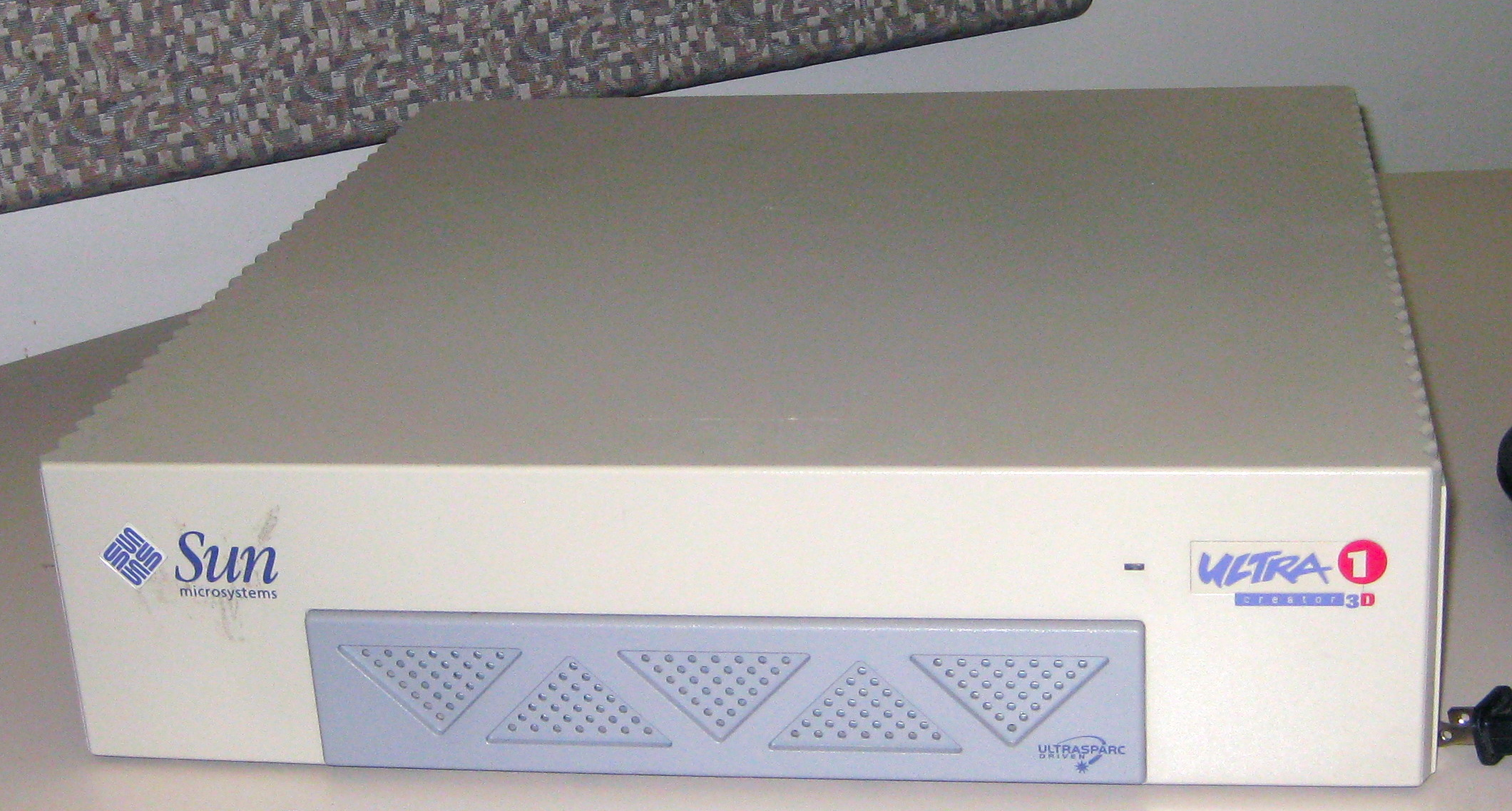
Sun Ultra 1
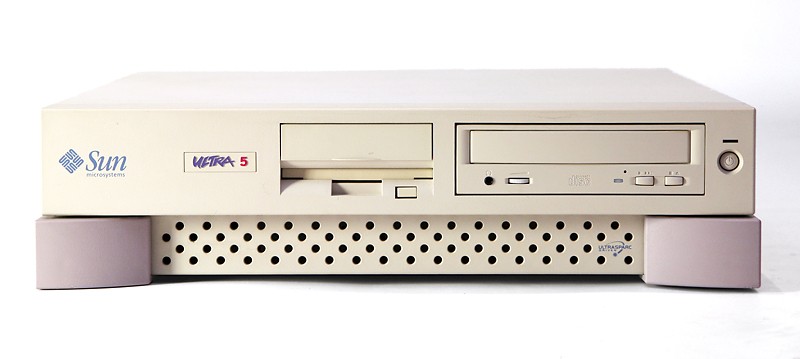
Sun Ultra 5
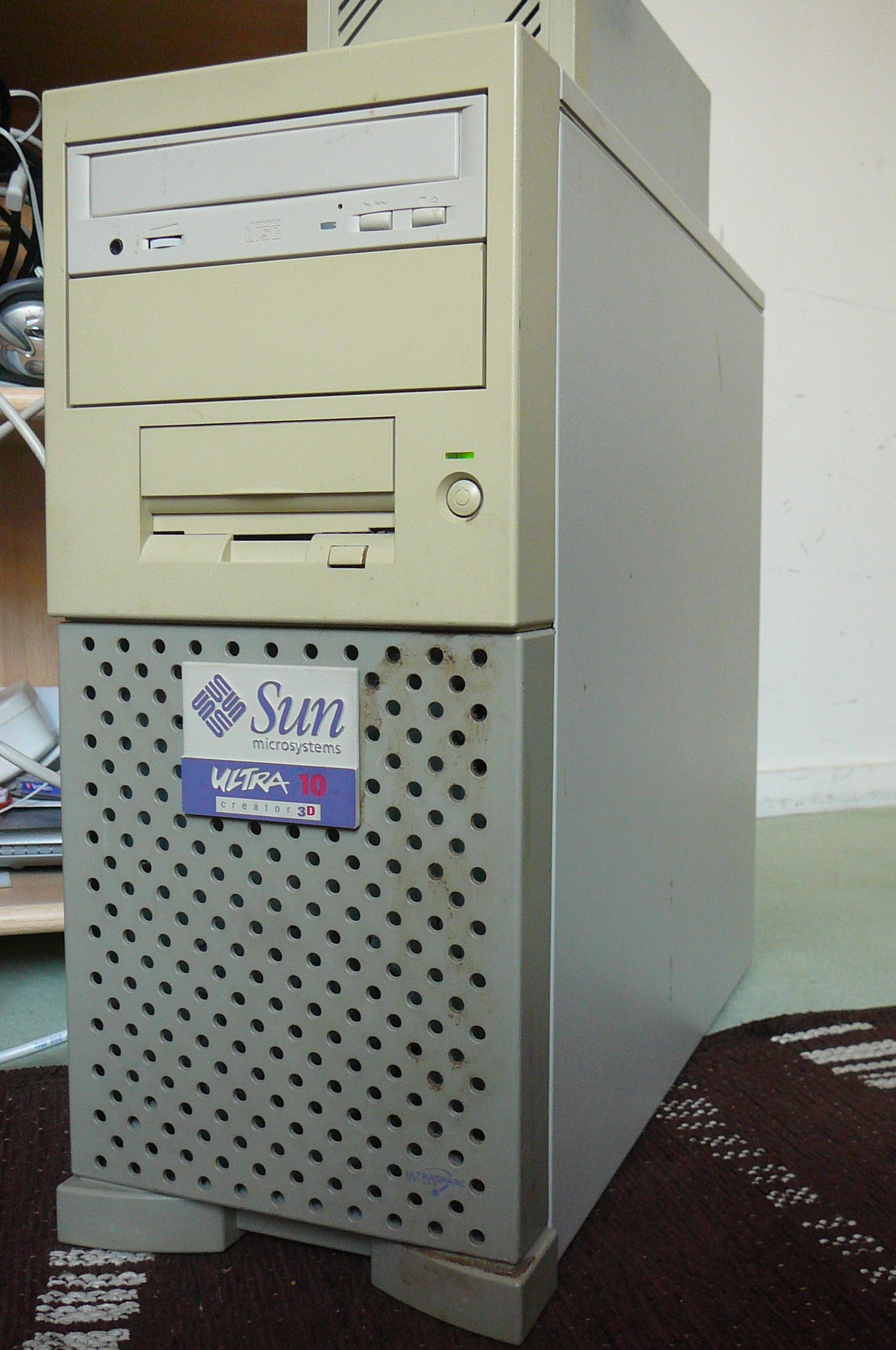
Sun Ultra 10
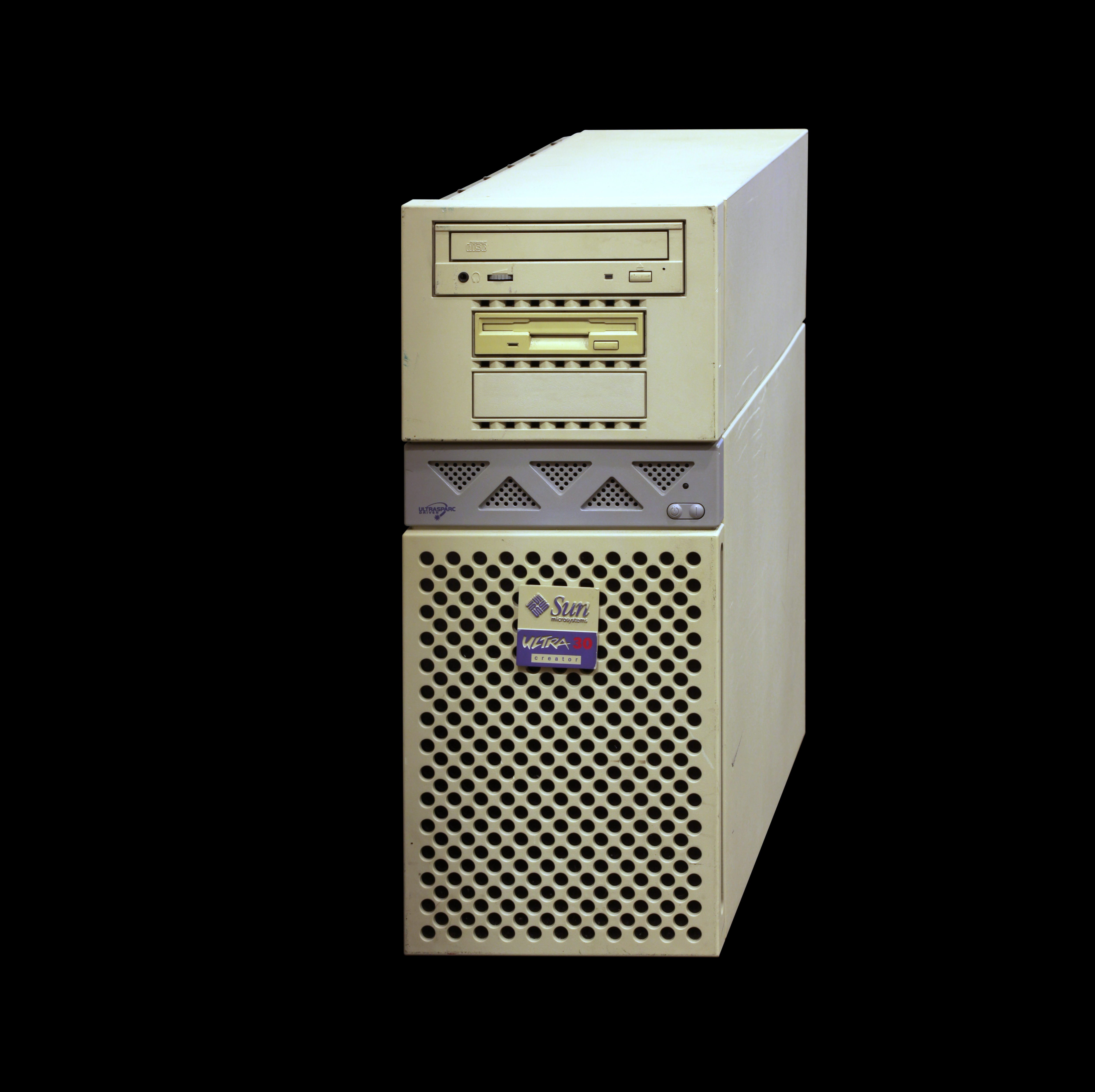
Sun Ultra 30
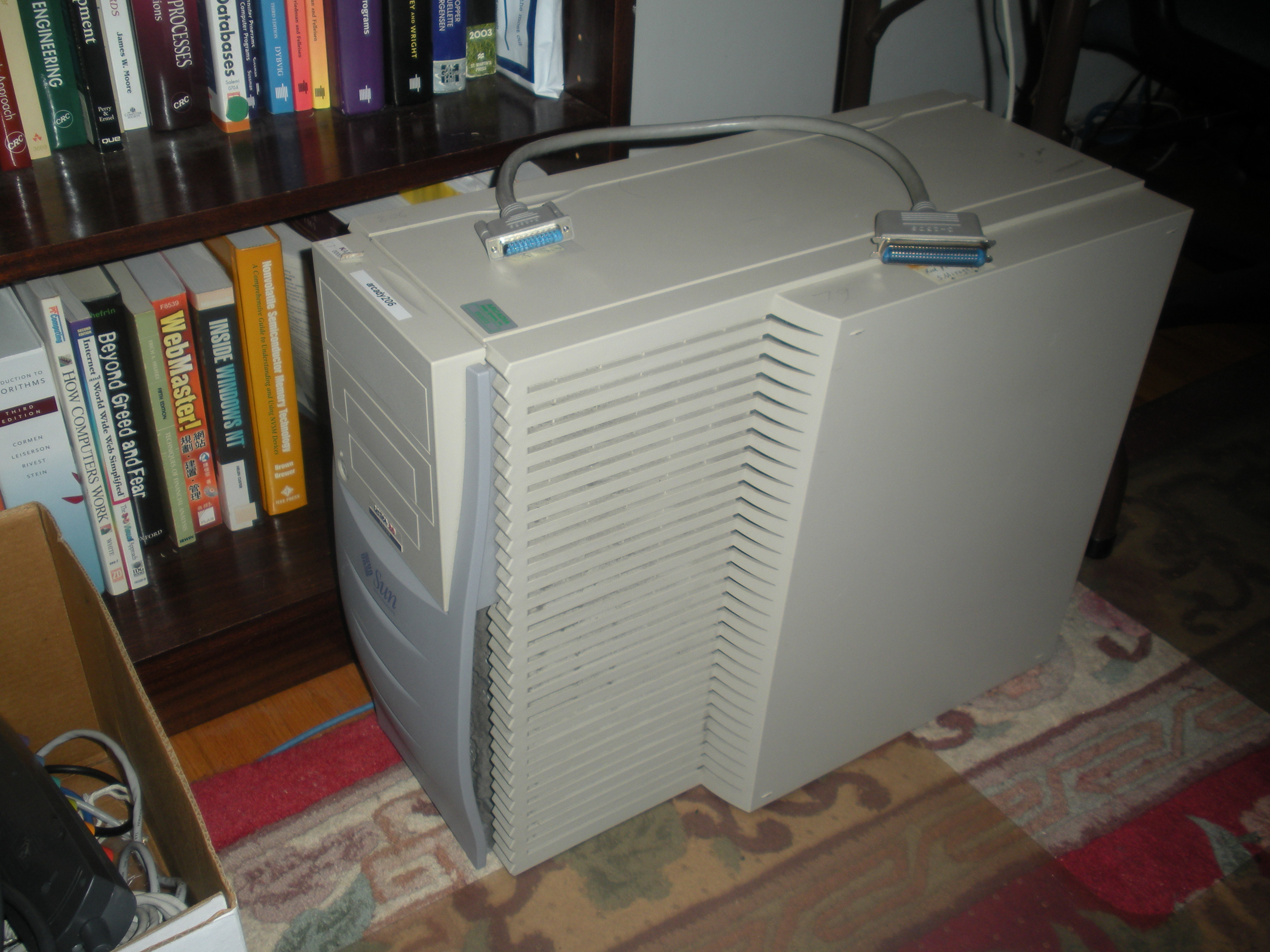
Sun Ultra 80

### Werkstations
| Naam      | Model | Codenaam  | Platform | CPU                    | Kloksnelheid                  | Maximum RAM | Bussen en Slots     | Jaartal             |
| --------- | ----- | --------- | -------- | ---------------------- | ----------------------------- | ----------- | ------------------- | ------------------- |
| Ultra 1   | A11   | Neutron   | sun4u    | UltraSPARC I           | 143 of 167 MHz                | 1 GB        | 3 SBus, SCSI        | 11/1995 tot 7/1998  |
| Ultra 1E  | A12   | Electron  | sun4u    | UltraSPARC I           | 143, 167 of 200 MHz           | 1 GB        | 2 SBus, 1 UPA, SCSI | 11/1995 tot 7/1998  |
| Ultra 2   | A14   | Pulsar    | sun4u    | 1-2 UltraSPARC I of II | 143, 167, 200, 300 of 400 MHz | 2 GB        | 4 SBus, 1 UPA, SCSI | 6/1996 tot 8/2000   |
| Ultra 30  | A16   | Quark     | sun4u    | UltraSPARC II          | 250 of 300 MHz                | 2 GB        | 4 PCI, 2 UPA, SCSI  | 7/1997 tot 2/1999   |
| Ultra 450 | A20   | Tazmo     | sun4u    | 1-4 UltraSPARC II      | 400 MHz                       | 4 GB        | 10 PCI, 2 UPA, SCSI | 7/1997 tot 5/1999   |
| Ultra 5   | A21   | Otter     | sun4u    | UltraSPARC IIi         | 270, 333, 360 of 400 MHz      | 512 MB      | 3 PCI, EIDE         | 1/1998 tot 2/2002   |
| Ultra 10  | A22   | Sea Lion  | sun4u    | UltraSPARC IIi         | 300, 333, 360 of 440 MHz      | 1 GB        | 4 PCI, 1 UPA, EIDE  | 1/1998 tot 11/2002  |
| Ultra 60  | A23   | Deuterium | sun4u    | 1-2 UltraSPARC II      | 300, 360 of 450 MHz           | 2 GB        | 4 PCI, 2 UPA, SCSI  | 2/1998 tot 10/2002  |
| Ultra 80  | A27   | Quasar    | sun4u    | 1-4 UltraSPARC II      | 450 MHz                       | 4 GB        | 4 PCI, 2 UPA, SCSI  | 11/1999 tot 10/2002 |

### Servers
De eerste modellen uit de Ultra Enterprise-reeks waren afgeleid van de Ultra werkstations. Zo waren bijvoorbeeld de Ultra Enterprise 1 en Ultra Enterprise 2 gebaseerd op de Ultra 1 en Ultra 2 werkstations. Eind 1997 werd het Ultra-voorvoegsel geschrapt en werden de servermodellen verkocht onder de naam Sun Enterprise.
In 2001 werd de Sun Enterprise-modellijn opgevolgd door de Sun Fire-modellijn. 

## Tweede generatie (2005-2010)
In 2005 introduceerde Sun de tweede generatie Ultra-werkstations met de lancering van de Ultra 20 en Ultra 40. Deze gebruikten echter niet langer SPARC-processoren maar waren gebaseerd op de x86-64-architectuur. Dat stelde hen in staat om naast Solaris ook andere besturingssystemen te draaien, waaronder Red Hat Enterprise Linux, SUSE Linux Enterprise Server en Windows XP.
In datzelfde jaar bracht Sun ook nog een laptop uit, de Ultra 3 Mobile Workstation. Deze laptop was leverbaar met een 550/650 MHz UltraSPARC IIi en een 15-inch scherm of met een 1.28 GHz UltraSPARC IIIi en een 15- of 17-inch scherm. Dit zou echter een aanbod van korte duur blijken, een jaar later werd het toestel weer van de markt gehaald.
In 2006 werden twee nieuwe UltraSPARC IIIi-gebaseerde desktopsystemen geïntroduceerd: de Ultra 25 en Ultra 45. In oktober 2008 verdwenen ze uit het aanbod van Sun, waarmee de productie van SPARC-gebaseerde werkstations effectief werd beëindigd.
Sun bleef wel nog enkele jaren x64-gebaseerde Ultra-werkstations aanbieden. Het laatste model, de Ultra 27 met een Intel Xeon, werd in juni 2010 uit productie genomen, waarmee de geschiedenis van Sun als leverancier van werkstations werd afgesloten.

### Galerij

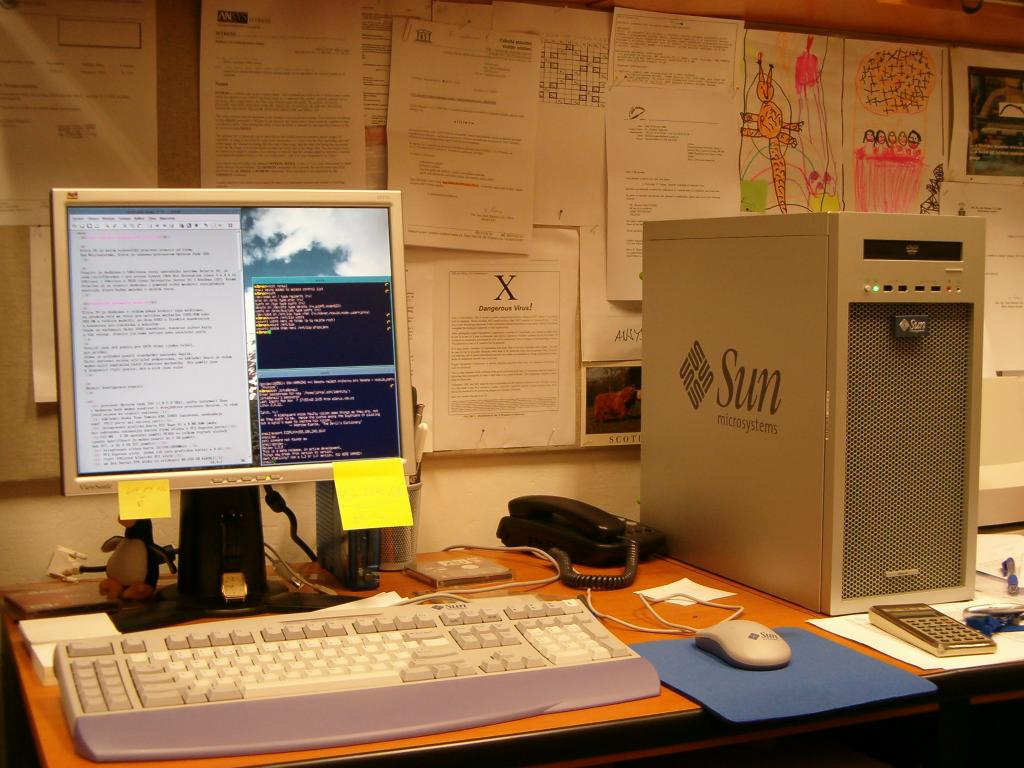
Sun Ultra 20 met AMD Opteron processor
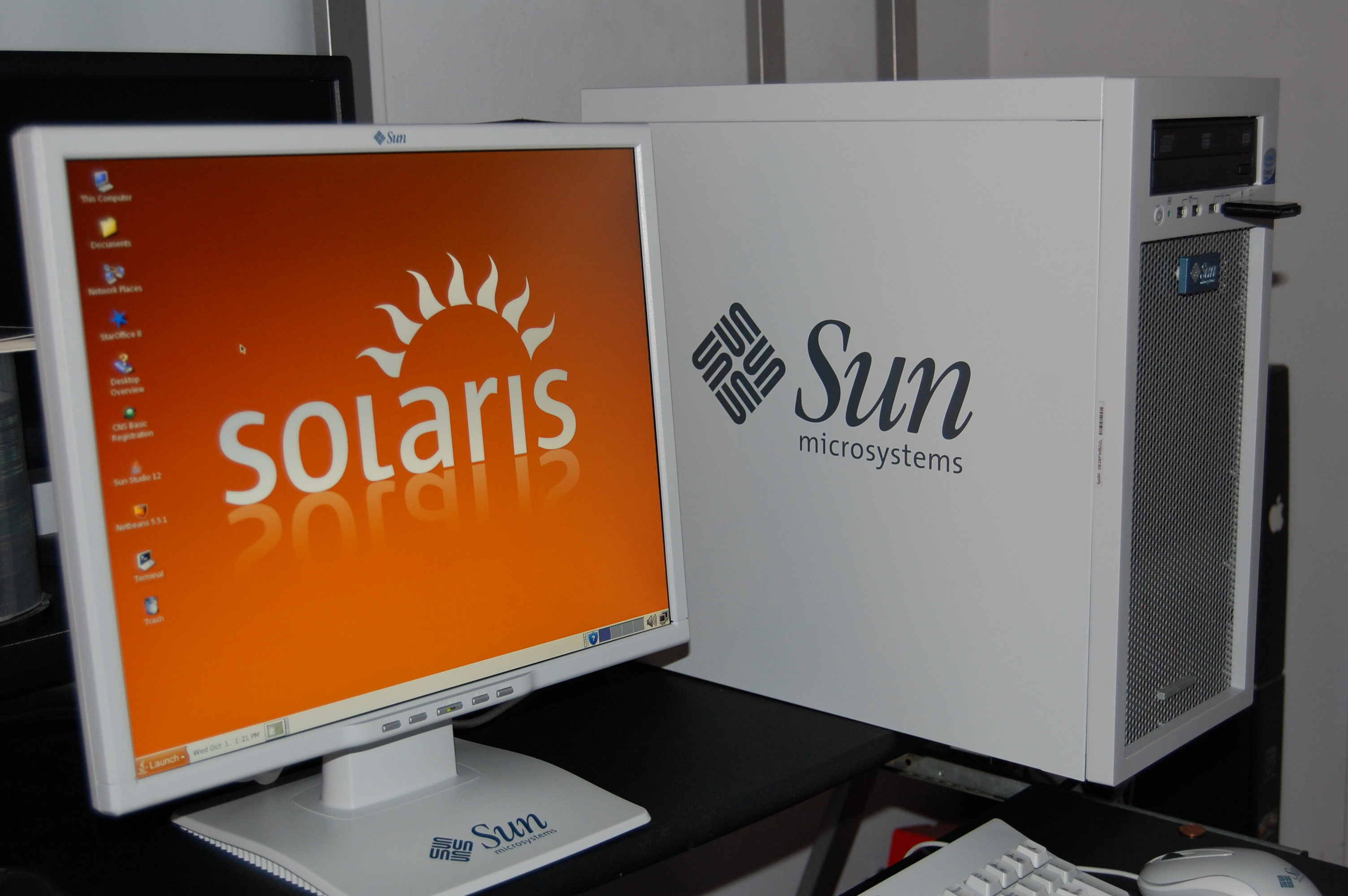
Sun Ultra 24 met Intel Core 2 Duo/Quad/Quad Extreme processor
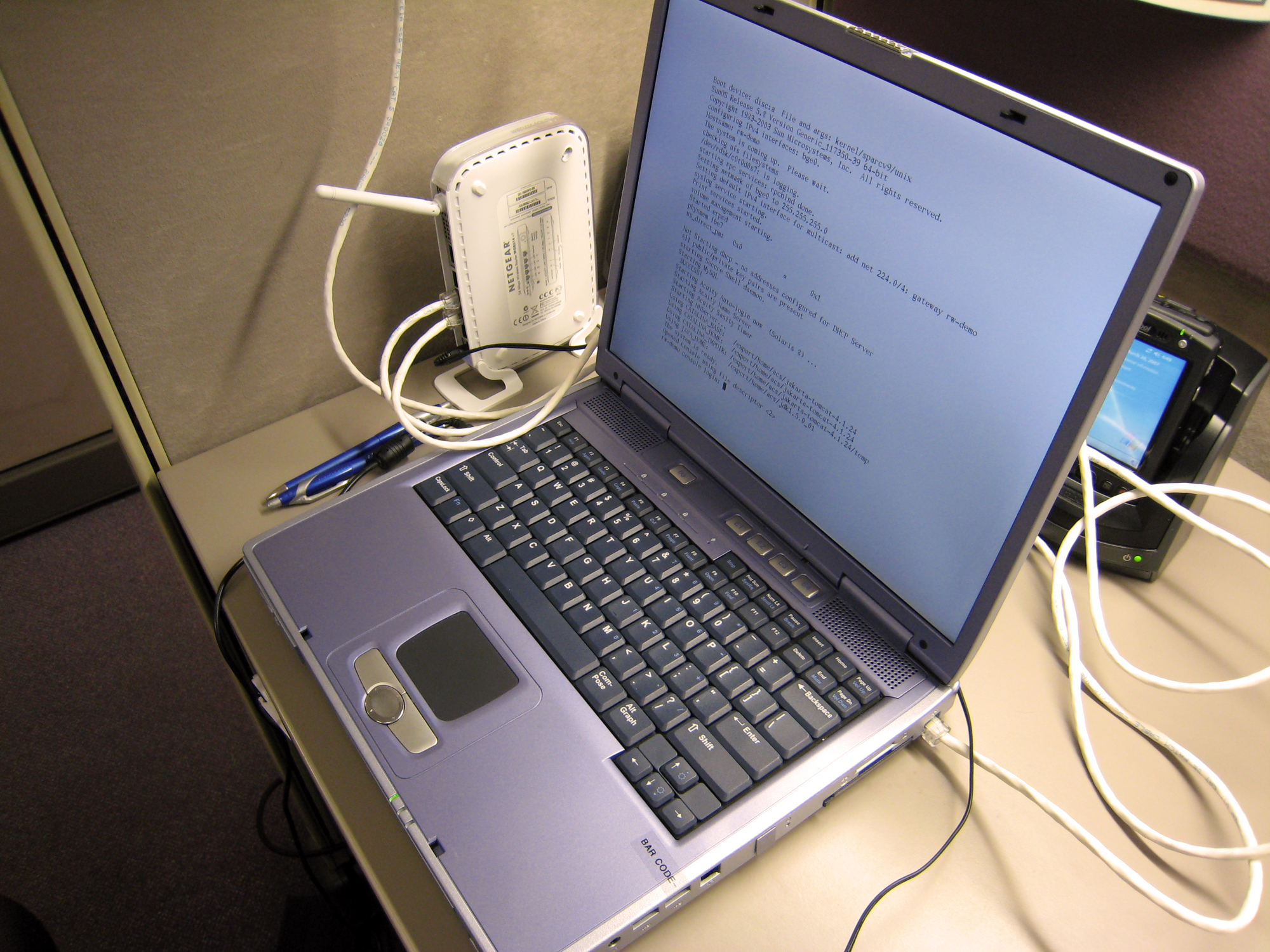
Sun Ultra 3 laptop met UltraSPARC processor

### x86 werkstations
| Naam        | Model | Codenaam  | Platform | CPU                                        | Kloksnelheid                         | Maximum RAM     | Jaartal             |
| ----------- | ----- | --------- | -------- | ------------------------------------------ | ------------------------------------ | --------------- | ------------------- |
| Ultra 20    | A63   | Marrakesh | x86-64   | AMD Opteron 144, 148, 152 of Dual Core 180 | 1.8, 2.2, 2.6 of 3.0 GHz             | 4 GB            | 8/2005 tot 7/2007   |
| Ultra 40    | A71   | Sirius    | x86-64   | 1-2 AMD Opteron Dual Core 246, 254 of 280  | 2.0, 2.4 of 2.8 GHz                  | 32 GB (2 CPU's) | 2/2006 tot 7/2007   |
| Ultra 40 M2 | A83   | Stuttgart | x86-64   | 1-2 AMD Opteron Dual Core 2000-serie       | 1.8, 2.2, 2.6, 2.8 of 3.0 GHz        | 32 GB (2 CPU's) | 11/2006 tot 12/2008 |
| Ultra 20 M2 | A88   | Munich    | x86-64   | AMD Opteron Dual Core 1200-serie           | 1.8, 2.2, 2.6, 2.8 of 3.0 GHz        | 8 GB            | 9/2006 tot 12/2008  |
| Ultra 24    | B21   | Ursa      | x86-64   | Intel Core 2 Duo/Quad/Quad Extreme         | 2.0, 2.2, 2.4, 2.66, 3.0 of 3.16 GHz | 8 GB            | 10/2007 tot 20/2009 |
| Ultra 27    | B27   | Volans    | x86-64   | Intel Xeon Quad Core 3500-serie            | 2.66, 2.93, 3.20 of 3.33 GHz         | 24 GB           | 3/2009 tot 6/2010   |

### UltraSPARC werkstations
| Naam     | Model   | Codenaam   | Platform | CPU                    | Kloksnelheid            | Maximum RAM | Jaartal            |
| Laptop   | Laptop  | Laptop     | Laptop   | Laptop                 | Laptop                  | Laptop      | Laptop             |
| -------- | ------- | ---------- | -------- | ---------------------- | ----------------------- | ----------- | ------------------ |
| Ultra 3  | A60/A61 | -          | sun4u    | UltraSPARC IIi of IIIi | 550/650 MHz of 1.28 GHz | 2 GB        | 7/2005 tot 12/2006 |
| Desktop  |         |            |          |                        |                         |             |                    |
| Ultra 45 | A70     | Chicago    | sun4u    | 1-2 UltraSPARC IIIi    | 1.6 GHz                 | 16 GB       | 3/2006 tot 10/2008 |
| Ultra 25 | A89     | South Side | sun4u    | UltraSPARC IIIi        | 1.34 GHz                | 8 GB        | 6/2006 tot 10/2008 |